# Patricia Geary
Pour les articles homonymes, voir Geary.
Œuvres principales
- Drôles de jouets

Patricia Geary, née le  19 avril 1951 à Vista en Californie, est une auteure américaine.

## Biographie
Patricia Geary commence par publier deux romans de fantasy, Living in Ether (1982) et Strange Toys (en) (1987, édité en français sous le titre Drôles de jouets) ; ce dernier remporte le prix Philip-K.-Dick en 1988 et se trouve sélectionné pour le prix Locus du meilleur roman de fantasy la même année (terminant à la 18e place).
Elle a du mal à faire publier son roman suivant, en raison de sa réputation d’auteure de fantasy[pourquoi ?] ; The Other Canyon sort en 2002, et Guru Cigarettes en 2005. Elle enseigne à l’université de Redlands.

## Œuvres

### Romans
- (en) Living in Ether, 1982
- Drôles de jouets, 1989 ((en) Strange Toys, 1987)
- (en) The Other Canyon, 2002
- (en) Guru Cigarettes, 2005